# Тревико
Тревѝко (на италиански: Trevico) е село и община в Южна Италия, провинция Авелино, регион Кампания. Разположено е на 1094 m надморска височина. Населението на общината е 1079 души (към 2011 г.).

## Личности
- Еторе Скола (1931-2016) италиански кинорежисьор и сценарист